# Phil Scott
Philip Brian Scott (født 4. august 1958 i Barre, Vermont) er en amerikansk politiker, og den 82. og nuværende guvernør for den amerikanske delstat Vermont. Han er medlem af det Republikanske Parti.
Scott blev valgt til guvernør den 8. november 2016 og overtog embedet den 5. januar 2017. Han blev genvalgt 6. november 2018 og igen 3. november 2020.